# Argentin női labdarúgó-bajnokság (első osztály)
A Campeonato de Fútbol Femenino de Primera División A, röviden Primera División Argentína női első osztályú labdarúgó-bajnoksága, melyet 1991-ben hoztak létre.

## Története
1991. október 27-én nyolc csapat (River Plate, Boca Juniors, Excursionistas, Independiente, Yupanqui, Deportivo Español, Deportivo Laferrere, Sacachispas) részvételével kezdődött meg az első argentin női labdarúgó-bajnokság.
A liga alakulásától kezdve 2015-ig mindössze egy osztályt számolt, azonban a folyamatos létszámváltozások miatt 2016-tól bevezették a másodosztályú sorozatot, így a regisztrált 18 együttest két osztályba osztották. Tíz csapat az első osztályban, nyolc pedig a második vonalban szerepelt.
A 2016–17-es szezonban újra 12 csapat alkotta az élvonalat, egy évvel később 14, a 2018–19-es kiírástól pedig 16 gárda küzd két csoportban és egy alkalommal lépnek pályára ellenfeleik ellen.
A világjárvány miatt elhalasztott 2019–20-as idényt követően négy csoportban mérkőztek meg egymással a 2020-as pontvadászatban.

## A 2023-as szezon résztvevői
| Klub               | Település     | Stadion                               | Férőhely |
| ------------------ | ------------- | ------------------------------------- | -------- |
| Banfield           | Banfield      | Deportes Alfredo Palacios             | 34 901   |
| Belgrano           | Córdoba       | Estadio Julio César Villagra          | 34 830   |
| Boca Juniors       | Buenos Aires  | Complejo Pedro Pompilio               | 1 000    |
| Defensores         | Buenos Aires  | Juan Pasquale                         | 10 000   |
| El Porvenir        | Gerli         | Gildo Francisco Ghersinich            | 14 000   |
| Estudiantes (BA)   | Buenos Aires  | Ciudad de Caseros                     | 16 740   |
| Estudiantes (LP)   | La Plata      | Country Club                          |          |
| Excursionistas     | Buenos Aires  | de Excursionistas                     | 7 200    |
| Ferro Carril Oeste | Buenos Aires  | Estadio Arquitecto Ricardo Etcheverri | 8 300    |
| Gimnasia La Plata  | La Plata      | Juan Carmelo Zerillo                  | 24 526   |
| Huracán            | Buenos Aires  | Beto Larrosa                          | 2 000    |
| Independiente      | Avellaneda    | Libertadores de América               | 49 592   |
| Lanús              | Lanús         | Valentín Alsina                       | 1 000    |
| Platense           | Vicente López | Alejandro Mariani Dolán               | 2 000    |
| Racing Club        | Avellaneda    | Tita Mattiussi                        | 1 000    |
| River Plate        | Buenos Aires  | River Camp                            | 2 000    |
| Rosario Central    | Rosario       | Gigante de Arroyito                   | 41 465   |
| San Lorenzo        | Buenos Aires  | El Nuevo Gasómetro                    | 47 964   |
| SAT                | Moreno        | Camping Moreno SATSAID                | 1 000    |
| UAI Urquiza        | Buenos Aires  | Monumental de Villa Lynch             | 1 000    |

## A bajnokságok győztesei (1991–)
| Szezon  | Bajnok                                                     | Második                                                    | Gólkirálynő                                                                                                   |
| ------- | ---------------------------------------------------------- | ---------------------------------------------------------- | --- |
| 1991    | River Plate                                                | Boca Juniors                                               | |
| 1992    | Boca Juniors                                               | River Plate                                                | |
| 1993    | Boca Juniors                                               | River Plate                                                | |
| 1994    | River Plate                                                | Boca Juniors                                               | |
| 1995    | River Plate                                                | Boca Juniors                                               | |
| 1996    | River Plate                                                | Boca Juniors                                               | |
| 1997    | River Plate                                                | Boca Juniors                                               | |
| 1998    | Boca Juniors                                               | River Plate                                                | |
| 1999    | Boca Juniors                                               | River Plate                                                | |
| 2000–01 | Boca Juniors                                               | River Plate                                                | Andrea Ojeda (59 gól)                                                                                         |
| 2001–A  | Boca Juniors                                               | River Plate                                                | Andrea Ojeda (30 gól)                                                                                         |
| 2002–C  | Boca Juniors                                               | Independiente                                              | |
| 2002–A  | Boca Juniors                                               | Independiente                                              | |
| 2003–C  | Boca Juniors                                               | Independiente                                              | |
| 2003–A  | Boca Juniors                                               | River Plate                                                | |
| 2004–C  | Boca Juniors                                               | River Plate                                                | |
| 2004–A  | Boca Juniors                                               | San Lorenzo                                                | |
| 2005–C  | Boca Juniors                                               | San Lorenzo                                                | |
| 2005–A  | Boca Juniors                                               | San Lorenzo                                                | |
| 2006–C  | Boca Juniors                                               | San Lorenzo                                                | |
| 2006–A  | Boca Juniors                                               | San Lorenzo                                                | |
| 2007–C  | Boca Juniors                                               | San Lorenzo                                                | María Gómez (13 gól)                                                                                          |
| 2007–A  | Boca Juniors                                               | River Plate                                                | |
| 2008–C  | Boca Juniors                                               | River Plate                                                | |
| 2008–A  | San Lorenzo                                                | Boca Juniors                                               | |
| 2009–C  | River Plate                                                | Boca Juniors                                               | |
| 2009–A  | Boca Juniors                                               | San Lorenzo                                                | |
| 2010–C  | River Plate                                                | Boca Juniors                                               | |
| 2010–A  | Boca Juniors                                               | River Plate                                                | |
| 2011–C  | Boca Juniors                                               | River Plate                                                | Belén Potassa (15 gól)                                                                                        |
| 2011–A  | Boca Juniors                                               | Estudiantes                                                | Belén Potassa (28 gól)                                                                                        |
| 2012–C  | UAI Urquiza                                                | Boca Juniors                                               | Mariana Larroquette (18 gól)                                                                                  |
| 2012–A  | Boca Juniors                                               | River Plate                                                | Belén Potassa (27 gól)                                                                                        |
| 2013–C  | Boca Juniors                                               | UAI Urquiza                                                | Belén Potassa (24 gól)                                                                                        |
| 2013–I  | Boca Juniors                                               | San Lorenzo                                                | |
| 2014–F  | UAI Urquiza                                                | Boca Juniors                                               | |
| 2015    | San Lorenzo                                                | UAI Urquiza                                                | |
| 2016    | UAI Urquiza                                                | Boca Juniors                                               | |
| 2016–17 | River Plate                                                | Boca Juniors                                               | |
| 2017–18 | UAI Urquiza                                                | Boca Juniors                                               | Mariana Larroquette (45 gól)                                                                                  |
| 2018–19 | UAI Urquiza                                                | Boca Juniors                                               | Mariana Larroquette (28 gól)                                                                                  |
| 2019–20 | A világjárvány miatt félbeszakadt. Bajnokot nem hirdettek. | A világjárvány miatt félbeszakadt. Bajnokot nem hirdettek. | Mariana Larroquette (29 gól)                                                                                  |
| 2020–T  | Boca Juniors                                               | River Plate                                                | Andrea Ojeda (10 gól)                                                                                         |
| 2021–A  | San Lorenzo                                                | Boca Juniors                                               | 5 játékos (9 gól) - Yazmín Acuña - Carolina Birizamberri - Lourdes Lezcano - Débora Molina - Yamila Rodríguez |
| 2021–C  | Boca Juniors                                               | UAI Urquiza                                                | Carolina Birizamberri (12 gól)                                                                                |
| 2022    | Boca Juniors                                               | UAI Urquiza                                                | Andrea Ojeda (20 gól)                                                                                         |
| 2023    |                                                            |                                                            | |

Megjegyzések
- Apertura (1991–2012), (2021)
- Clausura (1991–2012), (2013), (2021)
- Torneo Inicial (2012–14)
- Torneo Final (2012–14)
- Torneo de Transición (2014), (2020)

## Bajnoki címek csapatonként
| Klub             | Bajnok | Második | Bajnoki évek |
| ---------------- | ------ | ------- | --- |
| Boca Juniors     | 26     | 16      | 1992, 1998, 1999, 2000, 2001-A, 2002-C, 2003-A, 2004-C, 2004-A, 2005-C, 2005-A, 2006-C, 2006-A, 2007-C, 2007-A, 2008-C, 2009-A, 2010-A, 2011-C, 2011-A, 2012-A, 2013-C, 2013, 2020-T, 2021-C, 2022 |
| River Plate      | 11     | 13      | 1991, 1993, 1994, 1995, 1996, 1997, 2002-A, 2003-C, 2009-C, 2010-C, 2016-17 |
| UAI Urquiza      | 5      | 4       | 2012-C, 2014, 2016, 2017-18, 2018-19 |
| San Lorenzo      | 3      | 8       | 2008-A, 2015, 2021-A |
| Independiente    | –      | 3       | |
| Estudiantes (LP) | –      | 1       | |